# 總統街-麥德加·艾菲斯學院車站
總統街-麥德加·艾菲斯學院車站（英語：President Street–Medgar Evers College station）是紐約地鐵IRT諾斯特蘭大道線一個地鐵站，位於布魯克林總統街及諾斯特蘭大道交界，設有2號線（任何時候停站）與5號線（僅平日停站）列車服務。

## 車站結構
| G        | 街道               | 出入口 |
| M        | 夾層               | 閘機、車站詢問處                                                                                                   |
| P 月台層 | 北行               | 往威克菲爾德-241街（富蘭克林大道-麥德加·艾菲斯學院） · 往涅雷大道（黃昏尖峰時段）/代里大道（平日）（富蘭克林大道） |
| P 月台層 | 島式月台，左側開門 | |
| P 月台層 | 南行               | （平日） 往夫拉特布什大道-布魯克林學院（斯特陵街）                                                                 |

此深入的地下車站是IRT諾斯特蘭大道線的最北端車站，並是唯一一個採用一個島式月台和兩條軌道配置的車站。所有往南的車站均為兩個側式月台和兩條軌道配置。向北，IRT諾斯特蘭大道線轉向西並連接IRT東公園道線的慢車軌道，該處設有跨線橋前往快車軌道，名為羅傑斯交匯。該線的諾斯特蘭大道車站位於兩個街區以北。

## 外部連結
- nycsubway.org—Brooklyn IRT: President Street
- Station Reporter — 2 Train
- The Subway Nut — President Street Pictures （页面存档备份，存于）
- President Street entrance from Google Maps Street View （页面存档备份，存于）
- Platform from Google Maps Street View